# あるばとろす
あるばとろすは、オーシャンフェリーが運航していたフェリー。

## 概要
オーシャンフェリーの第二船として波止浜造船で建造され、かしおぺあとともに1972年に就航した。1976年2月、オーシャンフェリーと東九フェリーが合併してオーシャン東九フェリーが発足、第十一伊豆と改名されて、東京 - 徳島 - 小倉航路に就航した。1991年9月、おーしゃんうえすとの就航により引退した。
1991年、ギリシャのミノアンラインに売却され、ARETHOUSAとなったが、すぐにDane Sea Linesに売却されPATMOSに改名した。1992年、ペラマで改造を受けた後、就航した。
1997年、Dane Sea Linesの破綻により、僚船のRODOS（元あるごう）と共に係船された。2年近く係船された後の1999年に航路に復帰したが、2004年、Dane Sea Linesが再び倒産したため係船された。2006年にブルースターフェリーに売却された後、PATと改称してスクラップとしてインドに回航され、解体された。

### 航路
オーシャンフェリー
- 東京港 - 千葉港　- 徳島港

就航当初は千葉港を発着していたが、後に東京港まで延長され千葉港は下り便のみ寄港となった。
オーシャン東九フェリー
- 東京港 - 徳島港 - 小倉港（日明埠頭）

Dane Sea Lines （1992-1997）
- ピレウス - コス - ロードス
- ピレウス - ロードス
- ピレウス - ロードス - セサロニキ

Dane Sea Lines （1999-2004）
- ピレウス - パトモス - レロス - カリムノス - コス - ロードス
- ピレウス - コス - ロードス - サモス - セサロニキ

## 船内

### 船室
| クラス   | 部屋数                    | 定員  | 設備 |
| -------- | ------------------------- | ----- | ---- |
| 特別室   | 2名×2室                   | 4名   |      |
| 特等和室 | 2名×3室                   | 6名   |      |
| 特等洋室 | 2名×5室                   | 10名  |      |
| 一等和室 | 4名×10室 2名×20室         | 80名  |      |
| 一等洋室 | 4名×20室                  | 80名  |      |
| 特二等   | 14名×5室 13名×8室 5名×3室 | 189名 |      |
| 二等室   |                           | 790名 |      |

### 設備
パブリックスペース
- 案内所
- エントランスホール
- 展望室

供食設備
- レストラン
- 喫茶バー

入浴設備
- 大浴場

娯楽設備
- ダンスホール

## 事故・インシデント

### 漁船との衝突
1989年6月19日、1時43分ごろ、新門司港から徳島港へ向かっていた本船は、足摺岬の沖合を航行中、足摺岬灯台の西南西8.5海里の地点でさば一本釣り漁船漁勝丸と衝突した。
本船の左舷船首部に漁勝丸が前方から約80度の角度で衝突し、本船は左舷船首部に擦過傷を生じ、漁勝丸は船首部が大破し、操舵室の右舷側2箇所に凹損を生じた。漁勝丸船長が全身打撲の重傷を負った。事故原因は、漁勝丸が見張り不十分で、前路を左方に横切る本船の進路を避けなかったことで発生したが、本船が警告信号を吹鳴せず、衝突回避の協力動作が不十分だったことも一因とされた。